# Jean de Vienne
Jean de Vienne (ur. ok. 1341 w Dole, zm. 25 września 1396 w Nikopolu) – francuski rycerz, generał i admirał Francji podczas wojny stuletniej.

## Biografia
Początkowo podczas wojny stuletniej walczył po stronie króla Nawarry Karola Złego, następnie pod Bertrandem du Guesclin po stronie francuskiej. Po mianowaniu admirałem w 1372 roku przez Karola V zbudował francuską flotę wojenną. W 1380 roku pod Cherbourgiem pokonał flotę angielską. Poległ w bitwie pod Nikopolis 28 września 1396, dowodząc oddziałami krzyżowców przeciwko sułtanowi Bajazydowi I Błyskawicy.